# Gaius Mustius
Gaius Mustius was een Romeinse publicanus (belastingspachter) behorende tot de ordo equester.
Hij ging vertrouwelijk met Marcus Tullius Cicero om, nadat deze voor hem een proces had gewonnen.
Het proces tegen Gaius Cornelius Verres, die hij in een twist van hem met Publius Iunius, de stiefzoon van Mustius, had leren kennen, en met wiens maîtresse Chelidonis hij zelf eerder een relatie had gehad, beleefde hij niet meer.

## Referentie
- art. Mustius, in F. Lübker - trad. ed. J.D. Van Hoëvell, Classisch Woordenboek van Kunsten en Wetenschappen, Rotterdam, 1857, p. 627.